# XML-Encryption
Die XML-Encryption (XML-Enc) ist eine Spezifikation von Möglichkeiten, wie XML-Dokumente ver- und entschlüsselt werden können.

## Möglichkeiten
Dabei sind folgende Möglichkeiten vorgesehen:
- Verschlüsselung des gesamten XML-Dokumentes
- Verschlüsselung eines einzelnen Elementes und seiner Unterelemente
- Verschlüsselung des Inhaltes eines XML-Elementes
- Verschlüsselung für mehrere Empfänger

Dazu existieren einige spezielle Elemente. Die wichtigsten sind:
- EncryptedData ist der einschließende Tag für die XML-Verschlüsselung. Das Attribut Type informiert darüber, ob ein ganzes XML-Element oder nur der Inhalt des Elementes verschlüsselt werden soll. Das Attribut Type ist optional.
- EncryptionMethod beschreibt den Algorithmus, der zur Verschlüsselung verwendet wird. Das Element ist optional. Wird dieses Element nicht verwendet, muss der Verschlüsselungsalgorithmus dem Empfänger bekannt sein.
- KeyInfo ist ein ebenfalls optionales Element, welches Informationen über den Schlüssel enthalten kann, mit dem die Daten verschlüsselt worden sind.
- CipherData ist das verschlüsselte Element. Es enthält entweder ein oder mehrere CipherValue-Elemente oder aber eine Referenz zu den verschlüsselten Daten (CipherReference).
- CipherValue enthält die verschlüsselten Daten.
- CipherReference ist eine Referenz zu den verschlüsselten Daten.

## Beispiel
Bei einem Bezahlvorgang im Internet könnte folgender XML-Datensatz auftreten:
```
  
<?xml version='1.0'?>

  
<PaymentInfo
 
xmlns=
'http://example.org/paymentv2'
>

    
<Name>
John
 
Smith
</Name>

    
<CreditCard
 
Limit=
'5,000'
 
Currency=
'USD'
>

      
<Number>
4019
 
2445
 
0277
 
5567
</Number>

      
<Issuer>
Example
 
Bank
</Issuer>

      
<Expiration>
04/02
</Expiration>

    
</CreditCard>

  
</PaymentInfo>

```

Eine Möglichkeit, die vertraulichen Kreditkarteninformationen zu schützen besteht darin, das gesamte Element „CreditCard“ zu verschlüsseln.
```
<?xml version='1.0'?>

  
<PaymentInfo
 
xmlns=
'http://example.org/paymentv2'
>

    
<Name>
John
 
Smith
</Name>

    
<EncryptedData
 
Type=
'http://www.w3.org/2001/04/xmlenc#Element'

     
xmlns=
'http://www.w3.org/2001/04/xmlenc#'
>

      
<CipherData>

        
<CipherValue>
A23B45C56
</CipherValue>

      
</CipherData>

    
</EncryptedData>

  
</PaymentInfo>

```